# Diócesis de Ebolowa
La diócesis de Ebolowa (en latín: Dioecesis Ebolouana y en francés: Diocèse de Ebolowa) es una circunscripción eclesiástica de la Iglesia católica en Camerún. Se trata de una diócesis latina, sufragánea de la arquidiócesis de Yaundé. Desde el 22 de octubre de 2016 su obispo es Philippe Alain Mbarga.

## Territorio y organización
La diócesis tiene 9970 km² y extiende su jurisdicción sobre los fieles católicos de rito latino residentes en el departamento de Mvila y en parte del departamento de Vallée-du-Ntem en la región del Sur.
La sede de la diócesis se encuentra en la ciudad de Ebolowa, en donde se halla la Catedral de Santa Ana y San Joaquín.
En 2021 en la diócesis existían 54 parroquias.

## Historia
La diócesis de Ebolowa-Kribi fue erigida el 20 de mayo de 1991 con la bula Permagno gaudio del papa Juan Pablo II, obteniendo el territorio de la diócesis de Sangmélima y de la arquidiócesis de Duala.
El 19 de junio de 2008, en virtud de la bula Cum ad aeternam del papa Benedicto XVI, la diócesis se dividió, dando lugar a la actual diócesis de Ebolowa y a la diócesis de Kribi.

## Estadísticas
Según el Anuario Pontificio 2022 la diócesis tenía a fines de 2021 un total de 146 000 fieles bautizados.
| Año                                                                             | Población            | Población | Población      | Sacerdotes | Sacerdotes    | Sacerdotes    | Bautizados por sacerdote | Diáconos permanentes | Religiosos | Religiosos | Parroquias |
| Año                                                                             | Bautizados católicos | Total     | % de católicos | Total      | Clero secular | Clero regular | Bautizados por sacerdote | Diáconos permanentes | Varones    | Mujeres    | Parroquias |
| ------------------------------------------------------------------------------- | -------------------- | --------- | -------------- | ---------- | ------------- | ------------- | ------------------------ | -------------------- | ---------- | ---------- | ---------- |
| 1999                                                                            | 175 135              | 320 100   | 54.7           | 43         | 36            | 7             | 4072                     | 2                    | 8          | 46         | 24         |
| 2000                                                                            | 179 490              | 322 000   | 55.7           | 59         | 51            | 8             | 3042                     | 2                    | 8          | 44         | 25         |
| 2001                                                                            | 216 000              | 324 000   | 66.7           | 64         | 57            | 7             | 3375                     | 2                    | 7          | 45         | 25         |
| 2002                                                                            | 345 000              | 552 109   | 62.5           | 74         | 68            | 6             | 4662                     | 2                    | 6          | 45         | 25         |
| 2003                                                                            | 300 000              | 425 000   | 70.6           | 65         | 59            | 6             | 4615                     | 2                    | 6          | 48         | 25         |
| 2004                                                                            | 175 135              | 320 100   | 54.7           | 44         | 40            | 4             | 3980                     | 3                    | 5          | 48         | 29         |
| 2006                                                                            | 191 000              | 332 000   | 57.5           | 54         | 48            | 6             | 3537                     | 1                    | 6          | 30         | 40         |
| 2008                                                                            | 110 913              | 224 028   | 49.5           | 38         | 33            | 5             | 2919                     | ?                    | ?          | 22         | 20         |
| 2013                                                                            | 108 049              | 227 172   | 47.6           | 52         | 44            | 8             | 2077                     |                      | 11         | 40         | 36         |
| 2016                                                                            | 113 624              | 240 802   | 47.2           | 49         | 44            | 5             | 2318                     |                      | 9          | 24         | 32         |
| 2019                                                                            | 120 350              | 251 800   | 47.8           | 58         | 50            | 8             | 2075                     |                      | 18         | 53         | 46         |
| 2021                                                                            | 146 000              | 305 650   | 47.8           | 58         | 51            | 7             | 2517                     |                      | 26         | 47         | 54         |
| Fuente: Catholic-Hierarchy, que a su vez toma los datos del Anuario Pontificio. |                      |           |                |            |               |               |                          |                      |            |            |            |

## Episcopologio
- Jean-Baptiste Ama † (20 de mayo de 1991-15 de marzo de 2002 retirado)
  - Sede vacante (2002-2004)
  - Raphaël Marie Ze † (15 de marzo de 2002-15 de octubre de 2004) (administrador apostólico)
- Jean Mbarga (15 de octubre de 2004-31 de octubre de 2014 nombrado arzobispo de Yaundé)
- Philippe Alain Mbarga, desde el 22 de octubre de 2016